# Port lotniczy Dubaj
Port lotniczy Dubaj (IATA: DXB, ICAO: OMDB) – międzynarodowy port lotniczy położony 5 km na północ od centrum Dubaju, w 2017 trzeci pod względem liczby pasażerów i szósty pod względem ruchu towarowego port lotniczy świata.
Obsługiwany przez Departament Lotnictwa Cywilnego ZEA, jest głównym węzłem linii lotniczych Emirates i Emirates SkyCargo. W 2017 obsłużył 88,2 mln pasażerów. Położony w dzielnicy Al Garhoud, 4 km na południowy wschód od Dubaju, jest największym węzłem linii lotniczej na Bliskim Wschodzie; Emirates obsługuje 60% wszystkich pasażerów, i stanowi 38% wszystkich statków powietrznych na lotnisku. W lipcu 2010 obsługiwał ponad 6000 lotów tygodniowo, wykonywanych przez 130 linii lotniczych do ponad 220 miejsc na wszystkich kontynentach z wyjątkiem Antarktydy.
Terminal 3, który kosztował 4,5 mld dolarów, otwarty 14 października 2008, zbudowany wyłącznie do użytku linii Emirates, był w momencie powstania największym budynkiem na świecie pod względem powierzchni (obecnie 2. miejsce). W związku z ciągle zwiększającym się ruchem, oprócz budowania kolejnych terminali, zdecydowano również o stworzeniu nowego lotniska w położonym o 35 km od Dubaju porcie Jebel Ali. Nowe lotnisko, Dubai World Central – port lotniczy Al Maktoum, ma być połączone z DXB linią metra.

## Historia
Historia lotnictwa cywilnego w Dubaju rozpoczęła się w lipcu 1937, kiedy została podpisana umowa dla bazy łodzi latających dla samolotów z Imperial Airways dotycząca najmu bazy za około 440 rupii miesięcznie. Łodzie latające także rozpoczęły działalność raz w tygodniu lotem do Karaczi na wschód i do Southampton, w Anglii. W lutym 1938 odbywały się 4 loty łodzi latających w tygodniu.
W 1940 loty z Dubaju przez statki pływające obsługiwane były przez British Overseas Airways Corporation (BOAC), działające w linii Horseshoe z Południowej Afryki przez Zatokę Perską do Sydney.
29 października 2010 lotnisko obsłużyło ponad 402 milionów pasażerów ze średnim rocznym wzrostem o 15,5 procenta i 3,87 mln samolotów ze średnim rocznym wzrostem o 12,4 procenta.

### Budowa
Budowa lotniska rozpoczęła się na zlecenie władcy Dubaju, szejka Rashida bin Saeed Al Maktoum, w 1959. Oficjalnie otwarto je w 1960, w czasie którym było ono w stanie obsłużyć samolot wielkości Douglas DC-3 na 1800 m długości pasa startowego z ubitego piasku. Trzy obszary zawracania, fartuch i mały terminal zostały zbudowane przez Costain.
Wraz z ekspansją lotniska konieczne było znalezienie bardziej odpowiedniego miejsca dla budynku hangaru. Zbudowany hangar został udostępniony pod koniec 1976. Było to w połowie drogi pomiędzy pasem startowym w celu ułatwienia skutecznego działania. Nowy budynek został zbudowany również dla inżynierów utrzymania lotniska, sekcji elektroniki i jednostek handlowych. Rozbudowę lotniska i restauracji Lounge Transit, w tym remont górnego poziomu i nowej kuchni, zakończono w grudniu 1978.
W maju 1963 rozpoczęto budowę asfaltowego pasa startowego liczącego 2804 m. Ten nowy pas startowy, oraz oryginalny pas z piasku i drogi kołowania, zostały otwarte w maju 1965. Wzniesiono także kolejne hangary lotniska i zainstalowano pomoce nawigacyjne. Instalację oświetlenia kontynuowano po oficjalnym otwarciu i została ona zakończona w sierpniu tego samego roku. W drugiej połowie lat 60. rozbudowano i zmodernizowano kilka urządzeń, jak VOR i Instrument Landing System (ILS), jak również zbudowano nowe budynki. W 1969 lotnisko obsługiwało 9 linii lotniczych i około 20 kierunków.
Pojawienie się samolotów szerokokadłubowych spowodowało zapotrzebowanie na dalszy rozwoju portu lotniczego w latach 70. W związku z tym, na lotnisku w Dubaju zaplanowano budowę nowego terminalu, kolejnych pasów startowych i dróg kołowania będących w stanie poradzić sobie z lotami międzynarodowymi. Budowa nowego budynku terminalu składała się z trzech piętrowych budynków o długości 110 metrów i zamkniętej powierzchni 13.400 metrów kwadratowych. Zbudowano także nową wieżę kontroli o wysokości 28 metrów.
Rozbudowę kontynuowano w latach 70., w tym zainstalowano ILS II kategorii, wydłużono istniejące pasy startowe do 3810 m, zainstalowano latarnie bezkierunkowe (NDB), generatory prądu, zmodernizowano drogi kołowania, itp. Prace miały za zadanie przygotowanie lotniska na obsługę Boeingów 747 i samolotów Concorde.
Zlecono usprawnienie systemów ILS oraz oświetlenia drogi startowej. Budowa straży pożarnej lotniska i instalacja generatorów zostały zakończone w grudniu 1971, a rozpoczęły funkcjonowanie od marca 1972. 
Kolejnym etapem rozwoju była budowa drugiego pasa startowego, który został zakończony trzy miesiące przed terminem i otwarty w kwietniu 1984. Ten pas, położony 360 metrów na północ od istniejącego pasa startowego, jak i równoległy do niego, są wyposażone w najnowsze urządzenia meteorologiczne, oświetlenie oraz ILS kategorii II. Przeprowadzono również kilka modernizacji terminali i systemów wsparcia. 23 grudnia 1980 lotnisko stało się członkiem zwyczajnym Airports Council International (ACI).
W latach 80, Dubaj był punktem zatrzymania dla linii lotniczych takich jak Air India, Cathay Pacific, Singapore Airlines, Malaysia Airlines i innych przewoźników kursujących między Azją i Europą, którzy potrzebowali postojów handlowych w Zatoce Perskiej. Wyeliminowanie tego procesu nastąpiło z nadejściem samolotów większego zasięgu wprowadzonych pod koniec lat 80. i na początku lat 90., takich jak Airbus A340, Boeing 747-400 oraz Boeing 777. Były to samoloty, których zasięg umożliwił bezpośrednie loty między Europą i Azją Południowo-Wschodnią.

### Rozbudowa
Otwarcie Terminalu 2 w 1998 jest pierwszym etapem nowego planu rozwoju rozpoczętego w 1997. W drugim etapie, Pirs 1 otwarto w kwietniu 2000 pod nazwą Terminal Sheikh Rashid. Hala ma 0,8 km długości i łączy się z check-in poprzez liczący 300 m podziemny tunel zawierający ruchomy chodnik (przenośnik taśmowy). Zawiera także hotel, centrum biznesowe, centrum odnowy biologicznej, kantor, restaurację i lokale rozrywkowe, usługi internetowe, centrum medyczne, pocztę, salę modlitwy. Następnym krokiem była rekonfiguracja systemu pasa, już jako część fazy 2. Również drogi kołowania rozbudowano i wzmocniono w latach 2003–2004. Ponadto, w ramach rozwoju otwarto Dubai Flower Centrum w 2005. 
Budowa Terminalu 3 rozpoczęła się w 2004 jako kolejny etap fazy 2 rozwoju, szacunkowy koszt około 4,55 miliarda dolarów. Pierwotnie planowano go do oddania w 2006, data ta została opóźniona o dwa lata. 30 maja 2008 wiecha na terminalu została zawieszona. Terminal rozpoczął działalność 14 października 2008, lotem Emirates (EK2926) z Dżuddy.
Terminal lotniska zwiększył maksymalną pojemność roczną o 43 mln, a łączną roczną wydajność do 60 mln pasażerów.
Wraz z pojawieniem się Airbusów A380, lotnisko wprowadziło prace o wartości 230 mln dolarów. Obejmowały one budowę 29 bramek zdolnych do obsługi dużych samolotów, z których pięć jest w Terminalu 3, a dwa w Terminalu 1. Inne ważne projekty na lotnisku to kolejny etap 2 fazy rozwoju, który obejmuje budowę pirsu 3. Będzie to mniejsza wersja pirsu 2, który jest połączony z terminalem 3. Budowa już się rozpoczęła i ma być ukończona w ciągu dwóch lat, planowane otwarcie pod koniec 2011.

Samoloty Emirates w Terminalu 3

Również w ramach planu rozwoju, lotnisko będzie w stanie obsłużyć co najmniej 75 mln pasażerów rocznie dzięki otwarciu pirsu 3, który będzie częścią Terminala 3. Jednak ostatnie komunikaty przewidują dalszy wzrost do 80 milionów pasażerów po ponownej ocenie istniejących możliwości. W 2009, Terminal 2 został rozbudowany do obsługi o 5 mln więcej pasażerów rocznie, z łączną pojemnością lotniska do 62 mln pasażerów. Departament Lotnictwa Cywilnego powiedział również, że Terminal 2 będzie stale aktualizowany i rozszerzany, aby całkowita przepustowość lotniska licząca 75 mln pasażerów wzrosła do 80 mln pasażerów w 2012.
Terminal Mega Cargo, który ma zdolność do obsługi 3 mln ton ładunków rocznie, jest ważnym elementem, ale ma być zbudowany w perspektywie długoterminowej. Zakończenie dla Mega terminalu ma być nie później niż w 2018. Terminal 2 zostanie całkowicie przebudowany do stanu dwóch innych terminali. Z wszystkich tych projektów w 2012, lotnisko spodziewa się co najmniej 75-80 mln pasażerów i ponad 5 mln ton ładunków.
Obiekty naziemne na lotnisku przeszły zmianę w celu umożliwienia budowy dwóch stacji na czerwonej linii metra w Dubaju. Jedna stacja została zbudowana w Terminalu 1, a druga w Terminalu 3. Linia została uruchomiona 9 września 2009 i otwarta w fazach w następnym roku. Druga zielona linia z metra przejdzie przez Airport Free Zone, i będzie obsługiwać lotnisko w północno-wschodniej części z Terminalu 2 od połowy 2011. Proponuje się budowę linii fioletowej o długości 52 km, która połączy lotnisko w Dubaju i Al Maktoum International Airport, które jest obecnie budowane w Jebel Ali.
Po pełnym programie rozbudowy fazy 2 w 2011 lotnisko będzie miało trzy terminale i trzy hale, dwa terminale mega cargo, Airport Free Zone, centrum wystawowe z trzema dużymi halami wystawowymi, oraz ośrodek obsługi technicznej statków powietrznych. Faza 3, która została włączona w masterplan obejmuje budowę nowego pirsu 4.

## Linie lotnicze i połączenia
Według stanu na listopad 2024 port lotniczy w Dubaju obsługiwany był przez 103 linii lotniczych oferujących bezpośrednie połączenia do 273 portów lotniczych w 105 krajach na całym świecie:
| Linia lotnicza                  | Kierunek |
| ------------------------------- | --- |
| Aegean Airlines                 | 1. Ateny |
| Aerofłot                        | 1. Moskwa-Szeremietiewo |
| Air Algerie                     | 1. Algier |
| Air Astana                      | 1. Ałmaty 2. Astana |
| Air Canada                      | 1. Toronto-Pearson 2. Vancouver |
| Air China                       | 1. Chongqing 2. Hangzhou 3. Pekin |
| Air France                      | 1. Paryż-Charles de Gaulle |
| Air India                       | 1. Ćennaj 2. Delhi 3. Hajdarabad 4. Koczin 5. Mumbaj |
| Air India Express               | 1. Amritsar 2. Goa 3. Indore 4. Jaipur 5. Kannur 6. Koczin 7. Kozhikode 8. Lucknow 9. Mangaluru 10. Surat 11. Thiruvananthapuram 12. Tiruchirapalli |
| Air Tanzania                    | 1. Dar es Salaam 2. Zanzibar |
| airBaltic                       | 1. Ryga 2. Wilno |
| airblue                         | 1. Islamabad 2. Karaczi 3. Lahaur 4. Multan |
| AJet                            | 1. Ankara 2. Stambuł-Sabiha Gökçen |
| Ariana Afghan Airlines          | 1. Kabul |
| Arkia                           | 1. Tel Awiw-Jafa |
| Azerbaijan Airlines             | 1. Baku |
| Batik Air                       | 1. Kuala Lumpur |
| Belavia                         | 1. Mińsk |
| Biman Airlines                  | 1. Ćottogram 2. Dhaka 3. Srihotto |
| British Airways                 | 1. Londyn-Heathrow |
| Cathay Pacific                  | 1. Hongkong |
| Cebu Pacific                    | 1. Manila |
| Centrum Air                     | 1. Taszkent |
| China Eastern Airlines          | 1. Kunming 2. Qingdao 3. Szanghaj-Pudong 4. Xi'an |
| China Southern Airlines         | 1. Kanton 2. Shenzhen 3. Urumczi 4. Wuhan |
| Condor                          | 1. Berlin |
| Cyprus Airways                  | 1. Larnaka |
| Daallo Airlines                 | 1. Boosaaso 2. Garowe 3. Hargejsa 4. Mogandiszu |
| EgyptAir                        | 1. Aleksandria 2. Kair |
| El Al                           | 1. Tel Awiw-Jafa |
| Emirates                        | 1. Ad-Dammam 2. Addis Abeba 3. Adelaide 4. Ahmadabad 5. Akra 6. Algier 7. Amman 8. Amsterdam 9. Antananarywa 10. Ateny 11. Auckland 12. Bagdad 13. Bangkok 14. Barcelona-El Prat 15. Basra 16. Bejrut 17. Bengaluru 18. Birmingham 19. Bogota 20. Bolonia 21. Boston 22. Brisbane 23. Bruksela 24. Budapeszt 25. Casablanca 26. Cebu City 27. Chicago-O'Hare 28. Ćennaj 29. Dakar 30. Dallas-Fort Worth 31. Dar es Salaam 32. Delhi 33. Denpasar 34. Dhaka 35. Dublin 36. Durban 37. Düsseldorf 38. Dżakarta 39. Dżudda 40. Edynburg 41. Frankfurt 42. Genewa 43. Glasgow 44. Hajdarabad 45. Hamburg 46. Hanoi 47. Ho Chi Minh 48. Hongkong 49. Houston 50. Islamabad 51. Johannesburg 52. Kair 53. Kampala 54. Kanton 55. Kapsztad 56. Karaczi 57. Koczin 58. Kolkata 59. Kolombo 60. Kopenhaga 61. Konakry 62. Kuala Lumpur 63. Kuwejt 64. Lagos 65. Lahaur 66. Larnaka 67. Lizbona 68. Londyn-Gatwick 69. Londyn-Heathrow 70. Londyn-Stansted 71. Luanda 72. Lusaka 73. Lyon 74. Madryt-Barajas 75. Mahé 76. Male 77. Manchester 78. Manila 79. Maskat 80. Mauritius 81. Mediolan-Malpensa 82. Medyna 83. Melbourne 84. Miami 85. Monachium 86. Montreal 87. Moskwa-Domodiedowo 88. Mumbaj 89. Nairobi 90. Nicea 91. Newcastle upon Tyne 92. Nowy Jork-JFK 93. Orlando 94. Osaka 95. Oslo-Gardermoen 96. Paryż-Charles de Gaulle 97. Pekin 98. Perth 99. Peszawar 100. Petersburg 101. Phuket 102. Praga 103. Rijad 104. Rio de Janeiro 105. Rzym-Fiumicino 106. San Francisco 107. São Paulo-Guarulhos 108. Seattle 109. Seul 110. Sydney 111. Singapur 112. Sijalkot 113. Stambuł 114. Szanghaj 115. Sztokholm-Arlanda 116. Tajpej 117. Teheran 118. Tel Awiw-Jafa 119. Thiruvananthapuram 120. Tokio-Haneda 121. Tokio-Narita 122. Toronto-Pearson 123. Tunis 124. Warszawa-Chopin 125. Waszyngton-Dulles 126. Wenecja 127. Wiedeń 128. Zurych |
| Ethiopian Airlines              | 1. Addis Abeba |
| Eurowings                       | 1. Berlin (do 29 marca 2025) 2. Kolonia/Bonn (do 29 marca 2025) 3. Stuttgart (do 29 marca 2025) |
| Finnair                         | 1. Helsinki |
| FitsAir                         | 1. Kolombo |
| Fly Baghdad                     | 1. Bagdad |
| Fly One Armenia                 | 1. Erywań |
| Fly Oya                         | 1. Trypolis |
| Flydeal                         | 1. Rijad |
| FlyArystan                      | 1. Aktau 2. Aktobe 3. Orał 4. Szymkent |
| Flydubai                        | 1. Abha 2. Ad-Dammam 3. Addis Abeba 4. Ahmadabad 5. Aleksandria 6. Al-Kajsuma 7. Al-Ula 8. Ałmaty 9. Amman 10. Ankara 11. Nadżaf 12. As-Sulajmanijja 13. Asmara 14. Astana 15. Aszchabad 16. Bagdad 17. Baku 18. Bandar Abbas 19. Basra 20. Bejrut 21. Belgrad 22. Biszkek 23. Budapeszt 24. Bukareszt 25. Ćennaj 26. Ćottogram 27. Delhi 28. Dhaka 29. Doha 30. Duszanbe 31. Dżibuti 32. Dżuba 33. Erywań 34. Fajsalabad 35. Gassim 36. Giza 37. Hail 38. Hajdarabad 39. Hargejsa 40. Hofuf 41. Irbil 42. Isfahan 43. Janbu 44. Jekaterynburg 45. Jizan 46. Kabul 47. Kampala 48. Karaczi 49. Katania 50. Katmandu 51. Kazań 52. Koczin 53. Kolkata 54. Kozhikode 55. Krabi 56. Kraków 57. Kuwejt 58. Kweta 59. Lar 60. Lublana 61. Lucknow 62. Machaczkała 63. Male 64. Maskat 65. Mediolan-Bergamo 66. Medyna 67. Meszhed 68. Mineralne Wody 69. Mińsk 70. Mogadiszu 71. Mombasa 72. Moskwa-Wnukowo 73. Multan 74. Mumbaj 75. Nadżran 76. Neapol 77. Neom Bay 78. Nowosybirsk 79. Pattaya 80. Penang 81. Petersburg 82. Piza 83. Poznań 84. Praga 85. Rijad 86. Salala 87. Salzburg 88. Samara 89. Samarkanda 90. Santorini 91. Sarajewo 92. Sijalkot 93. Sofia 94. Stambuł 95. Stambuł-Sabiha Gökçen 96. Sziraz 97. Szymkent 98. Tabuk 99. Taif 100. Taszkent 101. Tbilisi 102. Teheran 103. Tel Awiw-Jafa 104. Tirana 105. Trabzon 106. Ufa 107. Warszawa-Chopin 108. Wołgograd 109. Zagrzeb 110. Zanzibar Sezonowo: 1. Batumi 2. Bodrum 3. Dubrownik 4. Korfu 5. Mykonos 6. Olbia 7. Tivat |
| Flynas                          | 1. Ad-Dammam 2. Dżudda 3. Rijad |
| FlyOne                          | 1. Kiszyniów |
| Gulf Air                        | 1. Bahrajn |
| IndiGo Airlines                 | 1. Ahmadabad 2. Amritsar 3. Bengaluru 4. Bhubaneswar 5. Czandigarh 6. Ćennaj 7. Delhi 8. Hajdarabad 9. Koczin 10. Kozhikode 11. Mangaluru 12. Mumbaj 13. Surat |
| Iran Air                        | 1. Maszhad 2. Teheran |
| Iraqi Airways                   | 1. Bagdad 2. Basra 3. Irbil 4. Nadżaf |
| Israir                          | 1. Tel Awiw-Jafa |
| ITA Airways                     | 1. Rzym-Fiumicino |
| Jazeera Airways                 | 1. Kuwejt |
| Kam Air                         | 1. Kabul |
| Kenya Airways                   | 1. Mombasa 2. Nairobi |
| Kish Air                        | 1. Kisz |
| KLM                             | 1. Amsterdam |
| Korean Air                      | 1. Seul-Inczon |
| Kuwait Airways                  | 1. Kuwejt |
| LOT                             | 1. Warszawa-Chopin |
| Lufthansa                       | 1. Frankfurt 2. Monachium |
| Mahan Air                       | 1. Teheran |
| Middle East Airlines            | 1. Bejrut |
| Myanmar Airways                 | 1. Rangun |
| Nepal Airlines                  | 1. Katmandu |
| Oman Air                        | 1. Maskat |
| Pakistan International Airlines | 1. Fajsalabad 2. Islamabad 3. Karaczi 4. Lahaur 5. Multan 6. Peszawar 7. Sijalkot 8. Skardu |
| Pegasus                         | 1. Ankara 2. Stambuł-Sabiha Gökçen |
| Philippine Airlines             | 1. Manila |
| Qatar Airways                   | 1. Doha |
| Qeshm Air                       | 1. Bandar Abbas 2. Isfahan 3. Lar 4. Qeshm 5. Sziraz 6. Teheran |
| Royal Air Maroc                 | 1. Casablanca |
| Royal Brunei Airlines           | 1. Bandar Seri Begawan 2. Londyn-Heathrow |
| Royal Jordanian                 | 1. Amman |
| RwandAir                        | 1. Kigali |
| S7 Airlines                     | 1. Nowosybirsk |
| Salam Air                       | 1. Maskat |
| Saudia                          | 1. Dżudda 2. Neom Bay 3. Rijad |
| Serene Air                      | 1. Islamabad 2. Lahaur 3. Peszawar |
| Sichuan Airlines                | 1. Chengdu-Tianfu 2. Yinchuan |
| Singapore Airlines              | 1. Singapur |
| Somon Air                       | 1. Chodżent 2. Duszanbe |
| Spicejet                        | 1. Ahmadabad 2. Amritsar 3. Delhi 4. Jaipur 5. Koczin 6. Kozhikode 7. Maduraj 8. Mumbaj 9. Pune |
| SriLankan Airlines              | 1. Kolombo |
| SunExpress                      | 1. Antalya 2. Izmir |
| SWISS                           | 1. Zurych |
| Syrian Air                      | 1. Damaszek 2. Latakia |
| Transavia                       | 1. Amsterdam 2. Lyon 3. Marsylia |
| Turkish Airlines                | 1. Stambuł |
| Turkmenistan Airlines           | 1. Aszchabad |
| Uganda Airlines                 | 1. Entebbe |
| United Airlines                 | 1. Newark |
| US-Bangla Airlines              | 1. Dhaka |
| Uzbekistan Airways              | 1. Fergana 2. Taszkent |
| Virgin Atlantic                 | 1. Londyn-Heathrow |
| Vistara                         | 1. Mumbaj |
| Wizz Air                        | 1. Budapeszt 2. Bukareszt 3. Wiedeń |

## Transport

### Drogi
Lotnisko jest połączone drogą D 89. Jedna z najdłuższych dróg w obrębie miasta, D 89 rozpoczyna się w Deira Corniche i biegnie prostopadle do D 85 (Baniyas Road). Od Deira, droga przebiega na południowy wschód w kierunku międzynarodowego lotniska w Dubaju, przecinając się z E 311 (Emirates Road) obok lotniska.

### Kolej
Lotnisko jest obsługiwane przez Metro w Dubaju, poprzez 2 linie przechodzące przez lotnisko. Linia czerwona znajduje się przy terminalu 3 i przy terminalu 1. Metro świadczy usługi między 6 i 22:15 codziennie, z wyjątkiem piątku, gdy działa między 13 i 23:15. Te czasy różnią się w czasie islamskiego świętego miesiąca Ramadanu. Stacje znajdują się w przedniej części obu terminali, i są dostępne bezpośrednio z hali przylotów. Linia zielona obsługuje Airport Free Zone, z której pasażerowie mogą przesiąść się do Terminalu 2.

### Autobus
Autobusy Dubaju obsługiwane przez RTA uruchamiają szereg tras wokół miasta, ale przede wszystkim do Deira, dostępne w Airport Ground Transportation Center i przylotach.
Autobusy znajdują się naprzeciwko terminali 1, 2 i 3. Lokalne autobusy 4, 11, 15, 33 i 44 mogą być wykorzystane do połączenia z terminali 1 i 3, a autobus 2 łączy się z Terminalem 2. Lotnisko zapewnia klimatyzowany dojazd autobusami do centrum miasta i ponad 80 hoteli w mieście.
Autokary zapewniają kursy do dużych miast i miasteczek, w tym Abu Zabi, Al-Ajn, i Szardży. Emirates oferuje bezpłatny autobus, który działa 3 razy dziennie do i z Al-Ajn, oraz 4 razy dziennie do Abu Zabi.